# Костомаров, Николай Иванович
Никола́й Ива́нович Костома́ров (4 [16] мая 1817, Юрасовка, Воронежская губерния — 7 [19] апреля 1885, Санкт-Петербург) —  историк, этнограф, публицист, поэт, писатель

, драматург, педагог и общественный деятель. Собирал русский и украинский фольклор. Член-корреспондент Императорской Санкт-Петербургской академии наук, действительный статский советник. Автор многотомного труда «Русская история в жизнеописаниях её главнейших деятелей», исследователь социально-политической и экономической истории царской России. Один из сподвижников Кирилло-Мефодиевского братства.

## Биография

### Ранние годы
Николай Костомаров родился 4 (16) мая 1817 года в слободе Юрасовке Острогожского уезда Воронежской губернии (ныне — в Ольховатском районе Воронежской области). Так как он был рождён до вступления в брак местного помещика Ивана Петровича Костомарова с крепостной Татьяной Петровной Мельниковой, то по законам Российской империи считался крепостным своего собственного отца.
Отставной военный Иван Петрович Костомаров (1769—14 июля 1828) уже в возрасте выбрал себе в жёны крепостную девушку Татьяну Петровну Мельникову (1800—1 февраля 1875) и отправил её в Москву для обучения в частном пансионе — с намерением потом на ней жениться. Обвенчались родители Николая Костомарова в сентябре 1817 года, уже после рождения сына. Отец собирался усыновить Николая, но не успел этого сделать.
Иван Костомаров был поклонником французской литературы XVIII века, идеи которой он пытался прививать и малолетнему сыну, и своей дворне, но с крепостными обращался весьма сурово. 14 июля 1828 года он был убит своими дворовыми людьми, похитившими при этом скопленный им капитал. По официальной версии, 59-летнего Ивана Костомарова, возвращавшегося в Юрасовку с экипажем, ночью убил его собственный кучер с сообщниками, попытавшись представить убийство как несчастный случай. Преступление, совершённое с целью обогащения, было раскрыто по горячим следам.

Однако, по другой версии, преступление не было раскрыто сразу. Земская полиция, расследовавшая дело, никакого следствия о пропаже денег не производила, а убийство признала «несчастным случаем». Лишь спустя пять лет, у церкви на могиле Ивана Костомарова, кучер, совершивший это убийство, принародно покаялся в преступлении. Как пишет сам Николай Костомаров: 
Звали кучера Савелий Иванов, было ему уже за 60 лет. Носил человек в себе грех годы. Не выдержал. Попросил священника ударить в колокола и прилюдно у могильного креста признался, рассказал о случившемся всю правду. Злодеев судили, и на допросах кучер говорил: «Сам барин виноват, что нас искусил; бывало начнёт всем рассказывать, что Бога нет, что на том свете ничего не будет, что только дураки боятся загробного наказания — мы и забрали себе в голову, что коли на том свете ничего не будет, то значит, всё можно делать»
О причинах, побудивших крестьян к убийству, единого мнения в воспоминаниях современников и исследовательской литературе нет. Сам Костомаров считает убедительной версию о жажде наживы и отсутствии страха наказания в загробном мире у крестьян. Его мнение подтверждал старожил Юрасовки Захар Иванович Ерёмин, который из рассказов деда помнил, что «на Костомара зла не держали. Недобрыми были управляющие, от них всё зло. А убил его, пана, кучер, крепкий мужик. Убил из-за богатства, позарился на чужое». Убийство с грабежом — случай не первый, к сожалению, и не последний в роду человеческом. В литературе о Костомарове есть и иное объяснение случившемуся. Историк Н. Беляев единственной причиной убийства называет несправедливую жестокость барина. Крестьяне мстили ему за то, что он издевался над ними, «сажал на цепь, прикованную к колоде». Видимо, в каждом утверждении есть доля истины.

Протоиерей Андрей Ткачёв считает, что Иван Костомаров был «сам виноват» в своём убийстве, поскольку сам же и убеждал своих крестьян в отсутствии Бога и совести:
Полиция искала убийц и найти не смогла. А спустя некоторое время убийцы сами явились с повинной. Это были крепостные покойника: кучер и ещё кто-то. На вопрос: «Почему повинились?» — сказали: «Совесть замучила. Барин, мол, и так и сяк убеждал, что муки вечной нет, и совести нет, и Бога нет. Делай, говорил, что хочешь. Ну, мы и убили. А Бог, оказывается, есть. И совесть есть — она нас мучит. И ад есть — мы в нём живём. И чтоб от вечного ада уйти, решили повиниться».
Смерть Ивана Костомарова поставила его семью в тяжёлое юридическое положение. Рождённый «до венца», Николай как крепостной переходил теперь в наследство ближайшим родственникам отца — Ровневым.
Оставшись с очень скромным достатком, мать перевела Николая из московского пансиона в пансион в Воронеже, ближе к дому. Обучение в нём обходилось дешевле, но уровень преподавания был очень низким, и мальчик едва высиживал скучные уроки, которые практически ничего ему не давали. Пробыв там около двух лет, он был отчислен за «шалости» из этого пансиона и перешёл в Воронежскую гимназию (1831). Окончив здесь курс в 1833 году, Николай стал студентом историко-филологического факультета Харьковского университета.

### Студенчество
Уже в первые годы учения сказались блестящие способности Костомарова, доставившие ему от учителей московского пансиона, в котором он при жизни отца недолго учился, прозвище «enfant miraculeux» (с фр. — «чудо-ребёнок»). Природная живость характера Костомарова, с одной стороны, и низкий уровень учителей того времени — с другой, не давали ему возможности серьёзно увлечься занятиями. Первые годы пребывания в Харьковском университете, историко-филологический факультет которого не блистал в ту пору профессорскими дарованиями, мало отличались в этом отношении для Костомарова от гимназии. Сам Костомаров много работал, увлекаясь то классической древностью, то новой французской литературой, но работы эти велись без надлежащего руководства и системы, и позднее Костомаров называл свою студенческую жизнь «беспорядочной». Лишь в 1835 году, когда на кафедре всеобщей истории в Харькове появился М. М. Лунин, занятия Костомарова приобрели бо́льшую системность. Лекции Лунина оказали на него сильное влияние, и он с жаром отдался изучению истории.
Тем не менее, он так ещё смутно сознавал своё настоящее призвание, что по окончании университета поступил было на военную службу. Неспособность его к последней скоро стала, однако, ясна и начальству его, и ему самому.
Увлёкшись изучением сохранившегося в городе Острогожске, где стоял его полк, архива местного уездного суда, Костомаров задумал писать историю слободских казачьих полков. По совету начальства он оставил полк и осенью 1837 года вновь явился в Харьков с намерением пополнить своё историческое образование.
В это время усиленных занятий у Костомарова, отчасти под влиянием Лунина, стал складываться взгляд на историю, в котором были оригинальные черты сравнительно с господствовавшими тогда среди русских историков воззрениями. По позднейшим словам самого учёного, он «читал много всякого рода исторических книг, вдумывался в науку и пришёл к такому вопросу: отчего это во всех историях толкуют о выдающихся государственных деятелях, иногда о законах и учреждениях, но как будто пренебрегают жизнью народной массы? Бедный мужик-земледелец-труженик как будто не существует для истории; отчего история не говорит нам ничего о его быте, о его духовной жизни, о его чувствованиях, способе его радостей и печалей»? Мысль об истории народа и его духовной жизни, в противоположность истории государства, стала с этой поры основной идеей в кругу исторических воззрений Костомарова. Видоизменяя понятие о содержании истории, он раздвигал и круг её источников. Как писал он «Скоро я пришёл к убеждению, что историю нужно изучать не только по мертвым летописям и запискам, а и в живом народе». Он научился украинскому языку, перечитал изданные народные украинские песни и печатную литературу на украинском языке, тогда очень небольшую, предпринимал «этнографические экскурсии из Харькова по соседним сёлам, по шинкам». Весну 1838 года он провёл в Москве, где слушание лекций С. П. Шевырёва ещё более укрепило в нём романтическое отношение к народности.
Со второй половины 1830-х годов он начал писать по-украински, под псевдонимом Иеремия Галка, и в 1839—1841 годах выпустил в свет две драмы и несколько сборников стихотворений, оригинальных и переводных. Писал прозу на русском языке.
Быстро продвигались вперёд и его занятия по истории. В 1840 году Костомаров выдержал магистерский экзамен.
В 1842 году он напечатал диссертацию «О значении унии в западной России». Назначенный уже диспут не состоялся вследствие сообщения архиепископа Харьковского Иннокентия о возмутительном содержании книги. Хотя речь шла лишь о нескольких неудачных выражениях, петербургский профессор Н. Г. Устрялов, по поручению Министерства народного просвещения разбиравший труд Костомарова, дал о нём такой отзыв, что книгу велено было сжечь.
Костомарову дозволено было написать другую магистерскую диссертацию, и в конце 1843 года он представил на факультет работу под названием «Об историческом значении русской народной поэзии», которую и защитил в начале следующего года. В этом труде нашли яркое выражение этнографические стремления исследователя, принявшие более определённый вид благодаря сближению его с кружком молодых украинцев (Корсун, Кореницкий, Бецкий и др.), подобно ему мечтавших о возрождении украинской литературы.

### Панславизм

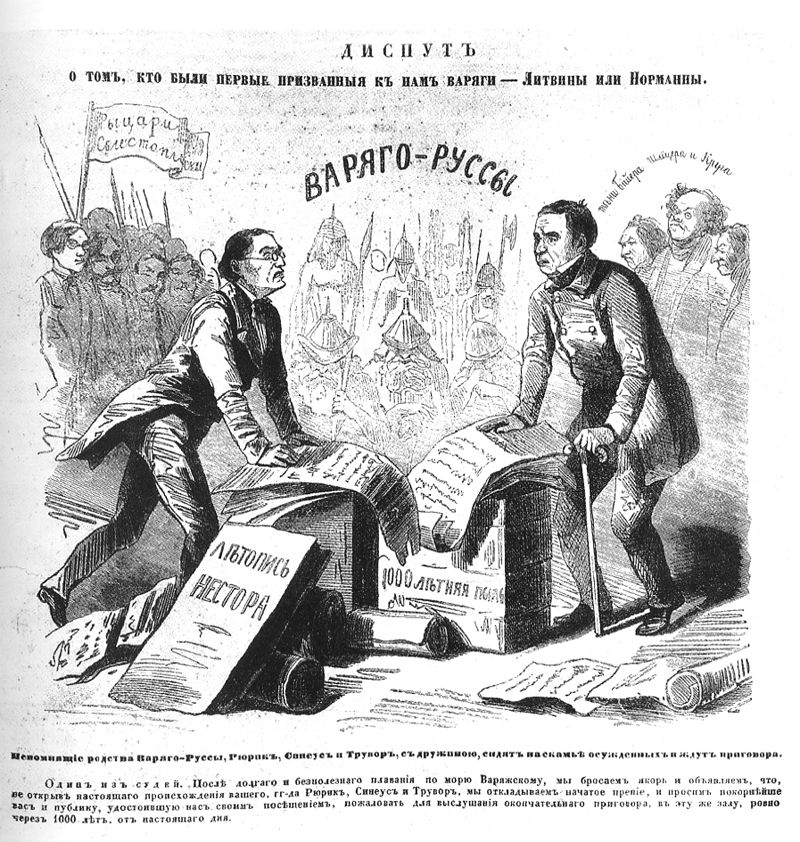
Диспут между Н. И. Костомаровым и М. П. Погодиным по вопросу, кем были первые призванные варяги. Из коллекции Музея истории СПбГУ

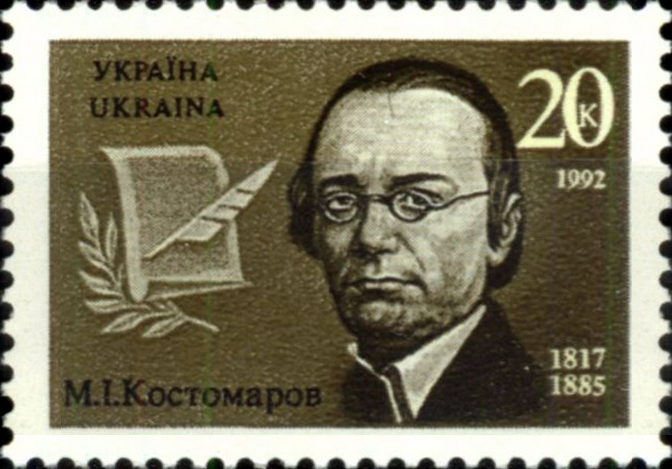
Почтовая марка Украины, посвящённая Н. И. Костомарову, 1992 (Михель 74)

Немедленно по окончании своей второй диссертации Костомаров предпринял новую работу по истории Богдана Хмельницкого и, желая побывать в местностях, где происходили описываемые им события, стал учителем гимназии сперва в Ровно (1844), затем (1845) в Киеве. В 1846 году совет Киевского университета избрал Костомарова преподавателем русской истории, и с осени этого года он начал свои лекции, вызвавшие сразу глубокий интерес слушателей.
В Киеве, как и в Харькове, около него составился кружок лиц, преданных идее славянского единства, создания идеальной федерации славянских народов на основе сословного равенства, свободы печати и вероисповедания. В кружок этот входили П. А. Кулиш, Аф. В. Маркевич, Н. И. Гулак, В. М. Белозерский, Т. Г. Шевченко, А. А. Навроцкий.

Взаимность славянских народов — в нашем воображении не ограничивалась уже сферой науки и поэзии, но стала представляться в образах, в которых, как нам казалось, она должна была воплотиться для будущей истории. Помимо нашей воли стал нам представляться федеративный строй, как самое счастливое течение общественной жизни славянских наций… Во всех частях федерации предполагались одинаковые основные законы и права, равенство веса, мер и монеты, отсутствие таможен и свобода торговли, всеобщее уничтожение крепостного права и рабства в каком бы то ни было виде, единая центральная власть, заведующая сношениями вне союза, войском и флотом, но полная автономия каждой части по отношению к внутренним учреждениям, внутреннему управлению, судопроизводству и народному образованию.

С целью распространения этих идей дружеский кружок преобразовался в общество, получившее название Кирилло-Мефодиевского братства.
Панславистские мечтания юных энтузиастов скоро были оборваны. Студент Петров, подслушавший их беседы, донёс на них; они были арестованы весной 1847 года, обвинены в государственном преступлении и подвергнуты различным наказаниям.

### Расцвет деятельности

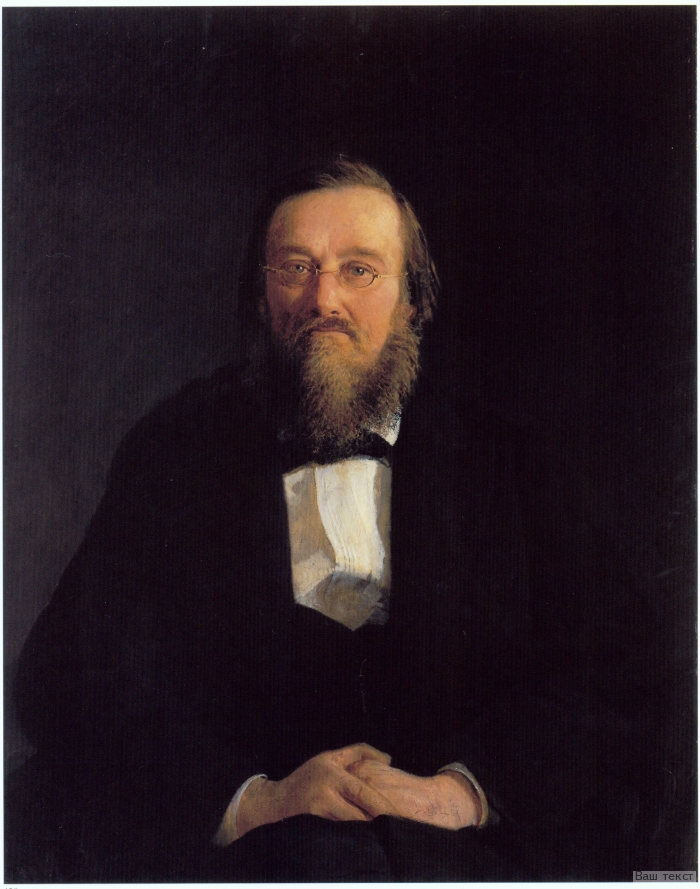
Николай Ге. Портрет историка Н. И. Костомарова (1878)

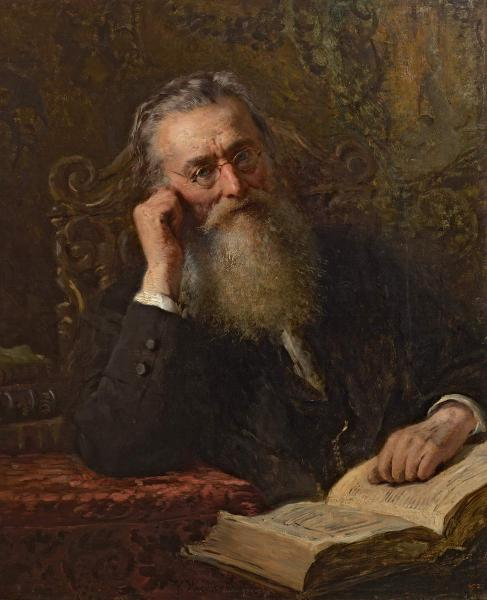
Константин Маковский. Портрет историка Н. И. Костомарова (1883)

Костомаров, просидев год в Петропавловской крепости, был «переведён на службу» в Саратов и отдан под надзор местной полиции, причём ему на будущее время воспрещалось как преподавание, так и печатание его произведений. Ссылка указала Костомарову настоящие размеры пропасти, лежавшей между его идеалами и действительностью, но она не убила в нём ни идеализма, ни энергии и способности к работе. В Саратове он продолжал писать своего «Богдана Хмельницкого», начал новую работу о внутреннем быте Русского государства XVI—XVII веков, совершал этнографические экскурсии, собирая народные песни и предания, как прежде в Малороссии, знакомился с раскольниками и сектантами. В 1855 году ему дозволен был отпуск в Петербург, которым он воспользовался для окончания своего труда о Хмельницком; в 1856 году отменено было запрещение печатать его сочинения и затем снят с него надзор. Совершив поездку за границу, Костомаров опять поселился в Саратове, где написал «Бунт Стеньки Разина» и принимал участие, в качестве делопроизводителя губернского комитета по улучшению быта крестьян, в подготовке крестьянской реформы. Весной 1859 года он был приглашён петербургским университетом занять кафедру русской истории, освободившуюся с выходом в отставку Устрялова. Тяготевшее ещё над Костомаровым запрещение педагогической деятельности было снято по ходатайству министра Б. П. Ковалевского, и в ноябре 1859 года он открыл свои лекции в университете. Это была пора наиболее интенсивной работы в жизни Костомарова и наибольшей его популярности. Однако, как указывал К. Ф. Головин, «голос Костомарова и его манера читать сильно напоминала беззубое шамканье старой бабы. Не могу сказать, чтобы в его лекциях было что-нибудь особенно увлекательное, напоминавшее, хотя-бы издали, блестящие лекции Грановского … Но одно могу сказать: Костомаров сумел сделать необыкновенно популярными среди студентов русские летописи».
Известный уже русской публике как талантливый писатель, он выступил теперь в качестве профессора, обладающего могучим и оригинальным талантом изложения и проводящего самостоятельные и новые воззрения на задачи и сущность истории. Эти воззрения находились в тесной связи с теми взглядами, какие выработались у него ещё в Харькове. Сам Костомаров так формулировал основную идею своих лекций:

Вступая на кафедру, я задался мыслью в своих лекциях выдвинуть на первый план народную жизнь во всех её частных проявлениях… Русское государство складывалось из частей, которые прежде жили собственной независимой жизнью, и долго после того жизнь частей высказывалась отличными стремлениями в общем государственном строе. Найти и уловить эти особенности народной жизни частей русского государства составляло для меня задачу моих занятий историей.
Под влиянием этой идеи у Костомарова сложился особый взгляд на историю образования Русского государства, резко противоречивший тем воззрениям, какие высказывались славянофильской школой и С. М. Соловьёвым. Одинаково далёкий от мистического преклонения перед народом и от одностороннего увлечения идеей государственности, Костомаров старался не только вскрыть условия, приведшие к образованию русского государственного строя, но и определить ближе сам характер этого строя, его отношение к предшествовавшей ему жизни и его влияние на народные массы. Рассматриваемая с этой точки зрения, история Русского государства рисовалась в более мрачных красках, чем в изображениях её другими историками, тем более, что усвоенное Костомаровым критическое отношение к её источникам очень скоро привело его к мысли о необходимости признать недостоверными отдельные блестящие её эпизоды, считавшиеся до тех пор прочно установленными. Некоторые свои выводы Костомаров излагал и в печати, и они навлекали на него сильные нападки; но в университете его лекции пользовались неслыханным успехом, привлекая массу как студентов, так и посторонних слушателей.
В эту же пору Костомаров был избран членом археографической комиссии и предпринял издание актов по истории Малороссии XVII века. Подготавливая эти документы к изданию, он начал писать по ним ряд монографий, которые должны были в результате составить историю Малороссии со времени Хмельницкого; эту работу он продолжал до конца жизни. Кроме того, Костомаров принимал участие в некоторых журналах («Русское слово», «Современник»), печатая в них отрывки своих лекций и исторические статьи. В эту эпоху своей жизни Костомаров стоял довольно близко к прогрессивным кружкам петербургского университета и журналистики, но полному слиянию его с ними мешало их увлечение экономическими вопросами, тогда как он сохранял романтическое отношение к народности и украинофильские идеи. Наиболее близким для него журналом явился учреждённый собравшимися в Петербурге некоторыми из бывших членов Кирилло-Мефодиевского общества «Основа», где он поместил ряд статей, посвящённых по преимуществу выяснению существования «двух русских народностей» и полемике с отрицавшими такое значение польскими («Правда полякам о Руси») и великорусскими писателями («Правда москвичам о Руси»). Как писал сам Николай Иванович:

Оказывается, что русская народность не едина; их две, а кто знает, может быть их откроется и более, и тем не менее оне — русския… Очень может быть, что я во многом ошибся, представляя такия понятия о различии двух русских народностей, составившияся из наблюдений над историей и настоящей их жизнию. Дело других будет обличить меня и исправить. Но разумея таким образом это различие, я думаю, что задачею вашей Основы будет: выразить в литературе то влияние, какое должны иметь на общее наше образование своеобразные признаки южнорусской народности. Это влияние должно не разрушать, а дополнять и умерять то коренное начало великорусское, которое ведет к сплочению, к слитию, к строгой государственной и общинной форме, поглощающей личность, и стремление к практической деятельности, впадающей в материальность, лишенную поэзии. Южнорусский элемент должен давать нашей общей жизни растворяющее, оживляющее, одухотворяющее начало. Южнорусское племя, в прошедшей истории, доказало неспособность свою к государственной жизни. Оно справедливо должно было уступить именно великорусскому, примкнуть к нему, когда задачею общей русской истории было составление государства. Но государственная жизнь сформировалась, развилась и окрепла. Теперь естественно, если народность с другим противоположным основанием и характером вступит в сферу самобытнаго развития и окажет воздействие на великорусскую.— 
По словам историка Ивана Лаппо:

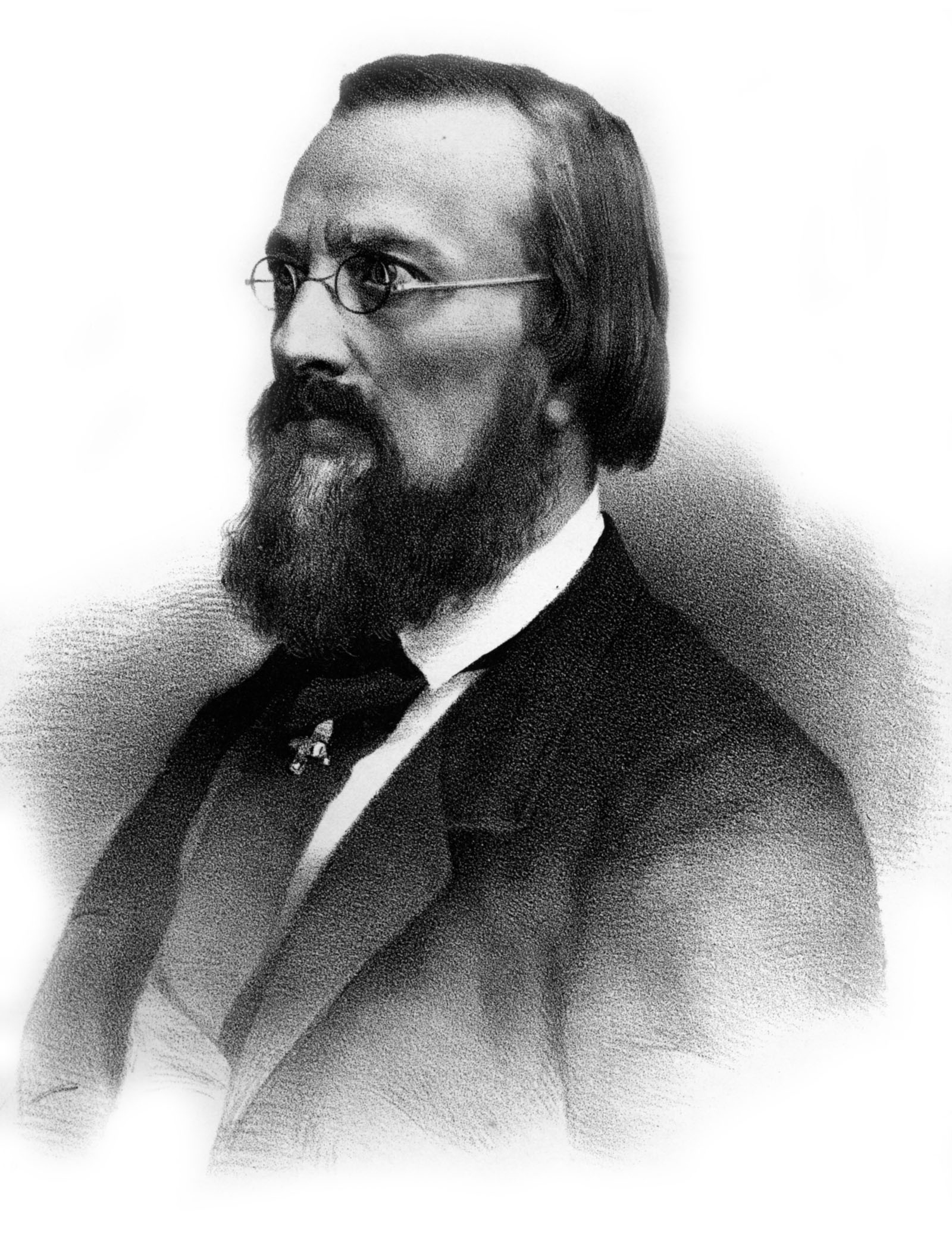
Н. И. Костомаров, 1869 год.

Костомаров, сторонник федерализма, всегда верный малороссийской народности своей матери, без всяких оговорок признавал эту народность органическою частью единого русского народа, которого «народная стихия общерусская», по его определению, «в первой половине нашей истории» является «в совокупности шести главных народностей, именно: 1) Южнорусской, 2) Северской, 3) Великорусской, 4) Белорусской, 5) Псковской и 6) Новгородской». При этом Костомаров считал своим долгом и «указать на те начала, которые условливали между ними связь и служили поводом, что все они вместе носили и должны были носить название общей Русской Земли, принадлежали к одному общему составу и сознавали эту связь, несмотря на обстоятельства, склонившие к уничтожению этого сознания. Эти начала: 1) происхождение, быт и языки, 2) единый княжеский род, 3) христианская вера и единая Церковь».
— Происхождение украинской идеологии Новейшего времени
После вызванного студенческими беспорядками (1861) закрытия Петербургского университета, несколько профессоров, и в числе их Костомаров, устроили (в городской думе) систематические публичные лекции, известные в тогдашней печати под именем «вольного» или «подвижного» университета: Костомаров читал лекции по древней русской истории. Когда профессор Павлов, после публичного чтения о тысячелетии России, был выслан из Санкт-Петербурга, комитет по устройству думских лекций решил, в виде протеста, прекратить их. Костомаров отказался подчиниться этому решению, но на следующей его лекции (8 марта 1862 года) поднятый публикой шум принудил его прекратить чтение, а дальнейшие лекции были воспрещены администрацией.
Весной-летом 1862 года Костомаров предпринял путешествие по России, посетив с археографическими и археологическими целями известные исторические места. В частности, на берегу притока Шелони пересохшей речки Драни (ныне — ручей Дряно) им была обнаружена и поверхностно обследована братская могила воинов Великого Новгорода, погибших в битве на реке Шелонь в 1471 году, позже утраченная.
Выйдя в 1862 году из состава профессоров петербургского университета, Костомаров уже не мог более вернуться на кафедру, так как его политическая благонадёжность вновь была заподозрена, главным образом, вследствие усилий московской «охранительной» печати. В 1863 году его приглашал на кафедру Киевский университет, в 1864 году — Харьковский, в 1869 году — опять Киевский, но Костомаров, по указаниям министерства народного просвещения, должен был отклонить все эти приглашения и ограничиться одной литературной деятельностью, которая, с прекращением «Основы», также замкнулась в более тесные рамки. После всех этих тяжёлых ударов Костомаров как бы охладел к современности и перестал интересоваться ею, окончательно уйдя в изучение прошлого и в архивные работы. Один за другим появлялись в свет его труды, посвящённые крупным вопросам по истории Малороссии, Русского государства и Польши. В 1863 году были напечатаны «Севернорусские народоправства», представлявшие собой обработку одного из читанных Костомаровым в петербургском университете курсов; в 1866 году в «Вестнике Европы» появилось «Смутное время московского государства», затем «Последние годы Речи Посполитой». В начале 1870-х годов Костомаров начал работу «Об историческом значении русского песенного народного творчества». Вызванный ослаблением зрения перерыв архивных занятий в 1872 году дал Костомарову повод к составлению «Русской истории в жизнеописаниях главнейших её деятелей».

### Последние годы

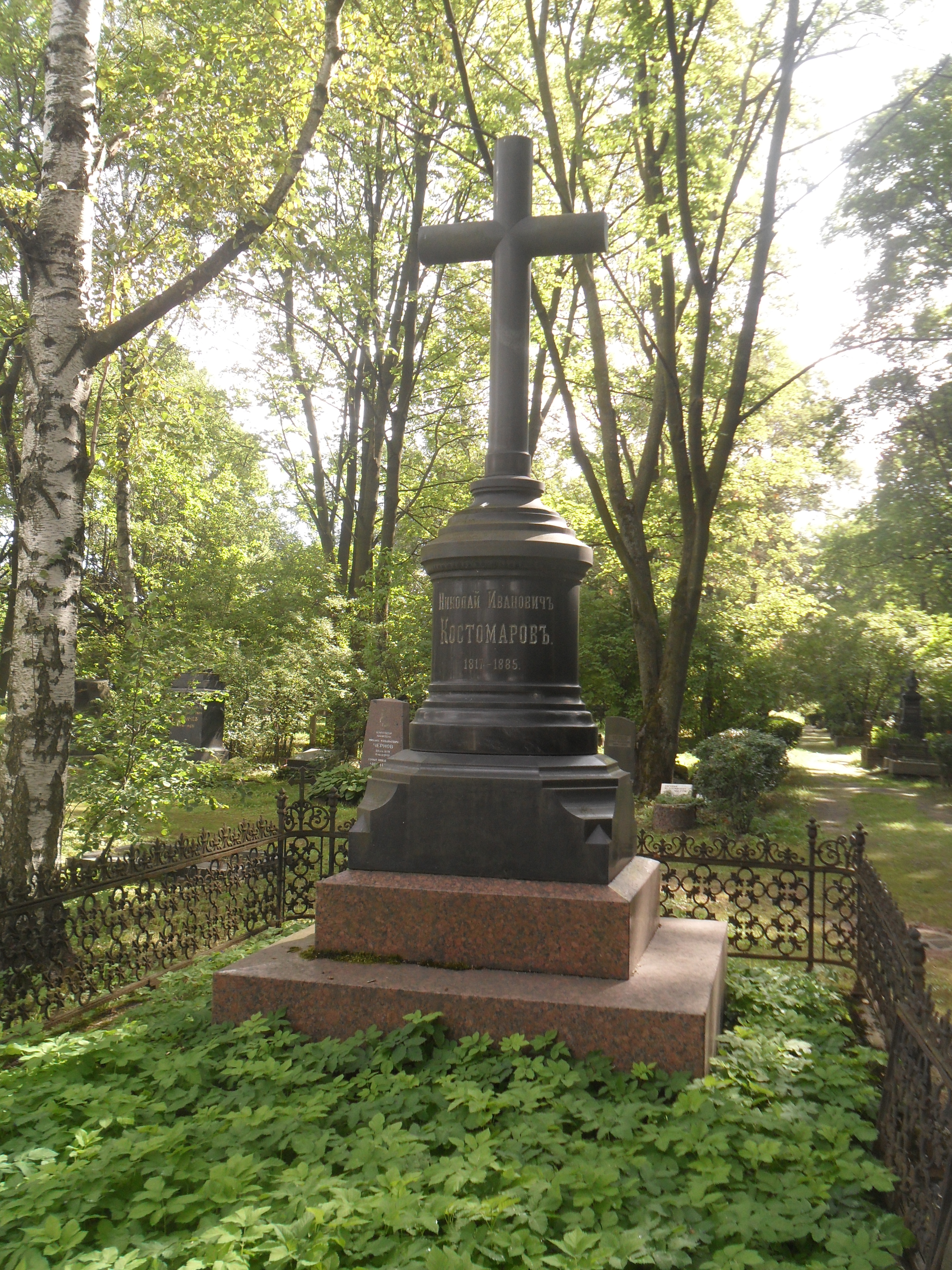
Могила Костомарова на Литераторских мостках в Санкт-Петербурге.

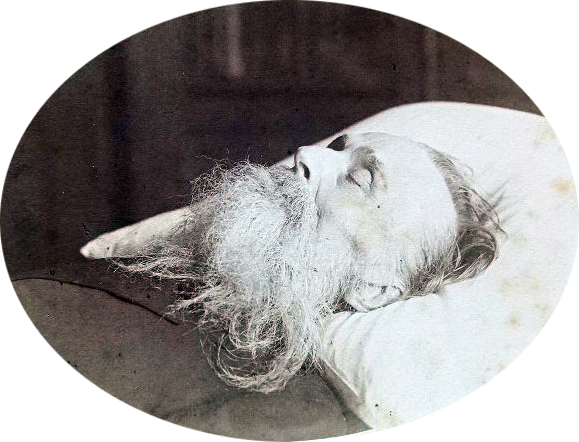
Фотография Н. И. Костомарова на смертном одре (1885)

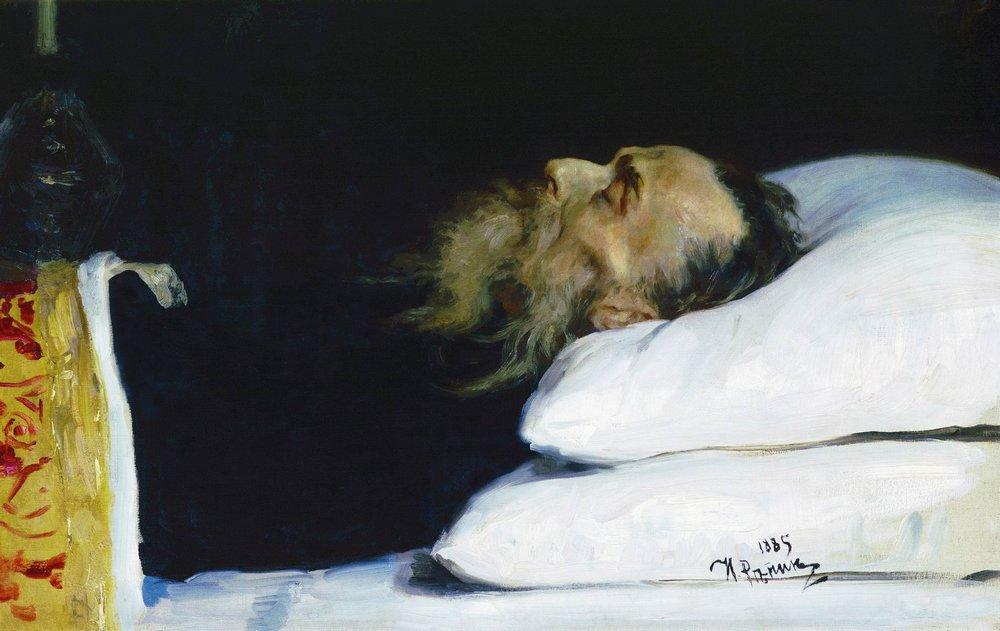
Илья Репин. «Н. И. Костомаров в гробу» (1885)

В феврале 1875 года Костомаров перенёс сыпной тиф, что сильно подорвало его здоровье (тогда же от воспаления лёгких умерла его мать). 9 мая 1875 года он обвенчался с Алиной Леонтьевной Кисель (урождённая Крагельская) (1830—1907), которая была его невестой ещё до ареста его в 1847 году, но после его ссылки вышла замуж за другого. Она уже была вдовой с двумя полувзрослыми детьми[страница не указана 425 дней]. 
Работы последних лет жизни Костомарова, при всех их крупных достоинствах, носили на себе, однако, некоторые следы пошатнувшейся силы таланта: в них меньше обобщений, менее живости в изложении, место блестящих характеристик заменяет иногда сухой перечень фактов, несколько напоминающий манеру Соловьёва. Причиной тому было резко ухудшившееся зрение и два перенесённых инсульта[страница не указана 425 дней]. В эти годы Костомаров высказывал даже такую точку зрения, что вся задача историка сводится к передаче найденных им в источниках проверенных фактов. С неутомимой энергией работал он до самой смерти.
В 1881 г. Костомаров был сбит ломовым извозчиком, долго болел, но оправился. В январе 1884 г. под аркой Главного штаба его вновь сбил лихач. Сил подняться у Николая Ивановича уже не хватило[страница не указана 425 дней] — он умер 7 (19) апреля 1885 года, после долгой и мучительной болезни. Был похоронен в Санкт-Петербурге на Литераторских мостках Волковского кладбища.

## Оценка деятельности
Репутация Костомарова, как историка, и при жизни, и после смерти его неоднократно подвергалась сильным нападкам. Его упрекали в поверхностном пользовании источниками и проистекавших отсюда ошибках, в односторонности взглядов, в партийности. В этих упреках заключается доля истины. Неизбежные у всякого учёного промахи и ошибки, быть может, несколько чаще встречаются в сочинениях Костомарова, но это, по мнению Мякотина, объясняется необыкновенным разнообразием его занятий и привычкой полагаться на свою богатую память. В тех немногих случаях, когда партийность действительно проявлялась у Костомарова — а именно в некоторых трудах его по малорусской (украинской) истории, — это было лишь естественной реакцией против ещё более партийных взглядов, высказывавшихся в литературе с другой стороны. Не всегда, далее, сам материал, над которым работал Костомаров, давал ему возможность придерживаться своих взглядов на задачу историка. Историк внутренней жизни народа по своим научным взглядам и симпатиям, он именно в своих работах, посвящённых Украине, должен был явиться изобразителем внешней истории.

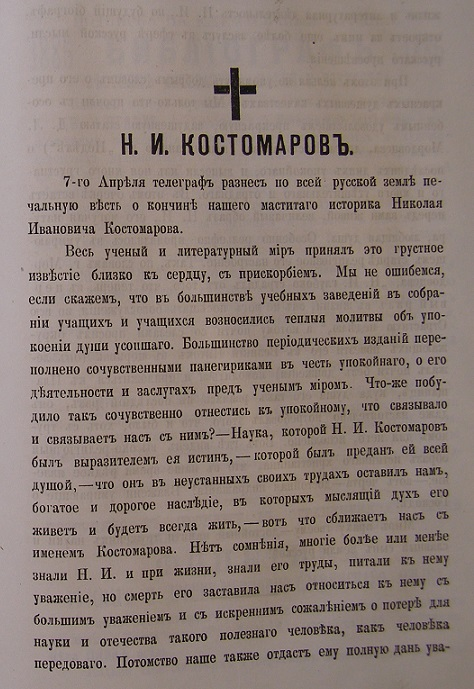
Некролог о Н. И. Костомарове // Филологические записки, 1885

Во всяком случае, общее значение Костомарова в развитии русской историографии можно, без всякого преувеличения, назвать громадным. Им была внесена и настойчиво проводилась во всех его трудах идея народной истории. Сам Костомаров понимал и осуществлял её главным образом в виде изучения духовной жизни народа. Позднейшие исследователи раздвинули содержание этой идеи, но заслуга Костомарова этим не уменьшается. В связи с этой основной мыслью работ Костомарова стояла у него другая — о необходимости изучения племенных особенностей каждой части народа и создания областной истории. Если в современной науке установился несколько иной взгляд на народный характер, отрицающий ту неподвижность, какую приписывал ему Костомаров, то именно работы последнего послужили толчком, в зависимости от которого стало развиваться изучение истории областей.
Внося новые и плодотворные идеи в разработку русской истории, исследуя самостоятельно целый ряд вопросов в её области, Костомаров, благодаря особенностям своего таланта, пробуждал, вместе с тем, живой интерес к историческим знаниям и в массе публики. Глубоко вдумываясь, почти вживаясь в изучаемую им старину, он воспроизводил её в своих работах такими яркими красками, в таких выпуклых образах, что она привлекала читателя и неизгладимыми чертами врезывалась в его ум. В лице Костомарова удачно соединялись историк-мыслитель и художник — и это обеспечило ему не только одно из первых мест в ряду русских историков, но и наибольшую популярность среди читающей публики.
Взгляды Костомарова находят своё применение при анализе современных азиатских и африканских обществ. Так, например, современный востоковед С. З. Гафуров указывал в своей статье, посвящённой Третьей мировой теории ливийского лидера М. Каддафи:

Интересно отметить, что семантика слова «Джамахирия» связана с понятиями, которые Кропоткин считал ранними формами анархизма. Например, он отмечал, что русский историк Костомаров использовал понятие «народоправство», что вполне может быть удачным переводом арабского слова — новообразования «Джамахирия» на русский язык— 
В 1885 году А. А. Хованский, редактор «Филологических записок», опубликовал в своём журнале некролог о Костомарове.

## Память

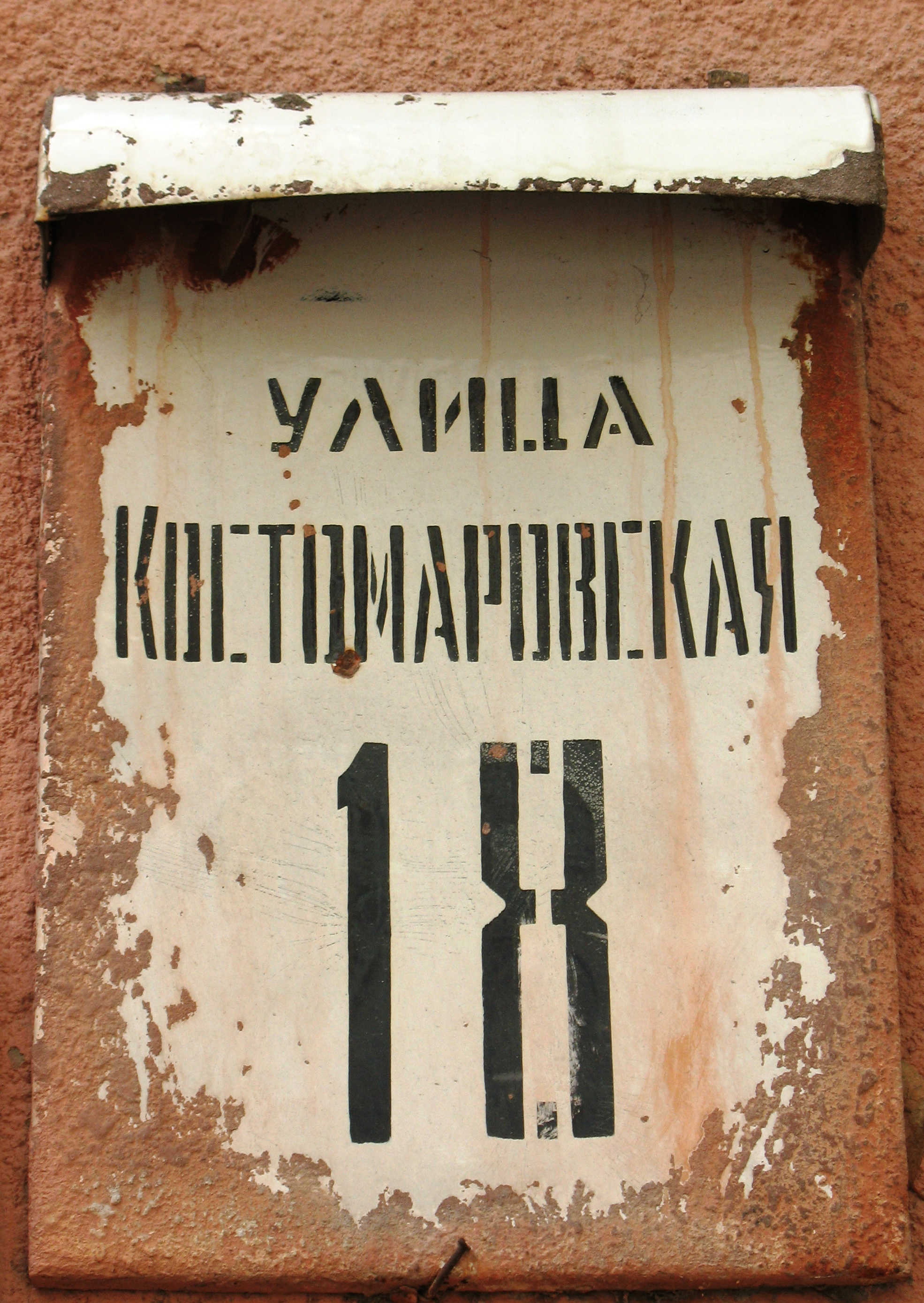
Улица Костомаровская в Харькове

- Именем Н. И. Костомарова названы улицы в городах:

- Васильков в Киевской области на Украине
- Воронеж в России
- Днепр на Украине
- Ковель в Волынской области на Украине
- Львов на Украине
- Прилуки в Черниговской области на Украине
- Харьков на Украине

- Имя Н. И. Костомарова носит улица на его малой родине, в селе Юрасовка.
- Мемориальная доска, установленная в 1996 году на здании бывшей губернской гимназии, где учился Н. И. Костомаров
- Именем Н. И. Костомарова названа аудитория № 558 исторического факультета Харьковского национального университета им. В. Н. Каразина
- В 2017 году Национальным банком Украины выпущена памятная монета номиналом 2 гривны, посвящённая Н. И. Костомарову
- В Дедовцах в усадьбе Киселя (Усадьба А. Крагельской, жены Н. И. Костомарова) размещается музей-усадьба Николая Костомарова.

### Статьи в журналах
- Ксения Борисовна Годунова (По поводу картины художника Неврева) // Исторический вестник, 1884. — Т. 15. — № 1. — С. 7—23. (иллюстр.)
- Лжедмитрий Первый. По поводу современного его портрета Архивная копия от 29 сентября 2011 на Wayback Machine. 1606 г. // Русская старина, 1876. — Т. 15. — № 1. — С. 1—8.
- Черты сопротивления власти при Петре Великом // Русская старина, 1875. — Т. 12. — № 2. — С. 381—383.
- Скотской бунт (Письмо малороссийского помещика к своему петербургскому приятелю). Посмертный очерк  Н. И. Костомарова // Нива. — 1917. — №34—37. — С. 546—553.

### На русском языке
дореформенная орфография
- Краткій біографическій очеркъ Н. И. Костомарова // Кіевская старина. Годъ четвертый : журналъ. — Кіевъ: Типографія Корчакъ-Новицкаго, 1885. — Т. 12, № 5. — С. II—IX.
- Вашкевич Г. Изъ воспоминаний о Николаѣ Ивановичѣ Костомаровѣ // Кіевская старина. Годъ четырнадцатый : журналъ. — Кіевъ: Типографія Корчакъ-Новицкаго, 1895. — Т. 49, № 4. — С. 34—62.
- Костомарова А. Послѣдніе дни жизни Николая Ивановича Костомарова // Кіевская старина. Годъ четырнадцатый : журналъ. — Кіевъ: Типографія Корчакъ-Новицкаго, 1895. — Т. 49, № 4. — С. 1—19.
- Подорожный Н. Изъ памятной книжки (Воспоминаніе о Н. И. Костомаровѣ) // Кіевская старина. Годъ четырнадцатый : журналъ. — Кіевъ: Типографія Корчакъ-Новицкаго, 1895. — Т. 49, № 4. — С. 20—33.
- Полевой П. Н. Историкъ-идеалистъ // Историческій вѣстникъ : журналъ. — 1891. — Т. 43, № 2. — С. 501—576.
- Щербина Ф. Къ біографіи Н. И. Костомарова // Кіевская старина. Годъ четырнадцатый : журналъ. — Кіевъ: Типографія Корчакъ-Новицкаго, 1895. — Т. 49, № 4. — С. 63—75.
- См. автобиографическую записку в «Словаре профессоров университета св. Владимира», автобиографию в «Рус. Мысли» (1885, № 5 и 6) и более подробную — «Литературное наследие» (СПб., 1891).
- Некрологи и воспоминания: «Киевская Старина» (1885 и 1895, № 4); «Новь» (1885); «Русская Старина», 1885; «Русский Архив» (1890, № 10, А. А. Корсун). См. также: Юнге Е. Воспоминания о Н. И. Костомарове // Киевская старина, 1890. — т. 28. — № 1. — С. 22—34.

современная орфография
- В. М—н. Костомаров, Николай Иванович // Энциклопедический словарь Брокгауза и Ефрона : в 86 т. (82 т. и 4 доп.). — СПб., 1895. — Т. XVI (31) : Конкорд — Коялович. — С. 401—404.  (Дата обращения: 29 марта 2015)
- Костомаров Николай Иванович : [арх. 17 октября 2022] / Бутаков Я. А., Киреева Р. А. // Конго — Крещение. — М. : Большая российская энциклопедия, 2010. — С. 470. — (Большая российская энциклопедия : [в 35 т.] / гл. ред. Ю. С. Осипов ; 2004—2017, т. 15). — ISBN 978-5-85270-346-0.
- Манойленко А. С., Манойленко Ю. Е. Участники Кирилло-Мефодиевского общества в Петропавловской крепости (1847—1848) // История Петербурга. — 2014. — № 1. — С. 18—22.
- Маркевич А. И. Костомаров, Николай Иванович // Русский биографический словарь : в 25 томах / Под наблюдением председателя Императорского Русского Исторического Общества А. А. Половцева. — СПб., 1903. — Т. 9: Кнаппе — Кюхельбекер. — С. 315–322.
- А. Н. Пыпин «История русской этнографии» (т. III).

### На украинском языке
- Козачок Я. В., Горленко О. А. Забуттю не підлягає. Микола Костомаров і Кирило-Мефодіївське товариства. — Киев: НАУ, 2007.
- Пінчук Ю. А. Історичні студії Миколи Костомарова як фактор формування самоусвідомлення української нації. — Киев, 2009.
- Пінчук Ю. А. Вибрані студії з костомарознавства. — Киев, 2012.